# Motiv
Motiv was een van de mascottes van de Walibi (Walibi Sud-Ouest, Walibi Belgium, Walibi Rhône-Alpes en Walibi Holland) parken. Hij werd met de start van het seizoen 2011 geïntroduceerd.

## Algemene informatie
Motiv werd geïntroduceerd in 2011. In het verhaal van Walibi was Motiv de 13-jarige gitarist van de SkunX. De SkunX is de rivaliserende band met de Walibi Adventure Band. Walibi was de leider van de Walibi Adventure Band terwijl zijn tweelingbroer aanvoerder was van de SkunX-band. Deze twee bands namen het tegen elkaar op in Walibi Holland tijdens de show Rockstars: The Battle.
Afbeeldingen · Geschiedenis van Walibi Belgium
Afbeeldingen · Lijst van attracties